# Kornelija Kvesić
Kornelija Kvesić (in serbo Корнелија Квесић?; Kakanj, 25 agosto 1963) è un'ex cestista jugoslava, dal 1991 croata.

## Carriera
Con la Jugoslavia ha disputato i Giochi olimpici di Seul 1988, i Campionati mondiali del 1990 e due edizioni dei Campionati europei (1987, 1989).